# Nazionale di atletica leggera dell'Etiopia
La nazionale di atletica leggera dell'Etiopia è la rappresentativa dell'Etiopia nelle competizioni internazionali di atletica leggera riservate alle selezioni nazionali.

## Bilancio nelle competizioni internazionali
La nazionale etiope di atletica leggera vanta 14 partecipazioni ai Giochi olimpici estivi su 29 edizioni disputate, con un complessivo di 23 medaglie d'oro, 12 d'argento e 23 di bronzo.
L'atleta etiope che ha vinto più medaglie olimpiche è la mezzofondista Tirunesh Dibaba, vincitrice di sei medaglie, di cui tre d'oro e tre di bronzo.
Ottimo il bilancio dell'Etiopia ai Mondiali, dove occupa la 7ª posizione nel medagliere generale.